# Marty Beller
Pour les articles homonymes, voir Beller.
Marty Beller est un musicien compositeur new-yorkais né le 10 juillet 1967. Il est le batteur (officiel) du groupe They Might Be Giants depuis 2004. Il a aussi travaillé avec, entre autres, Michelle Lewis, Daniel Cartier, Jennifer Muller, Kelli Wicke Davis, Sean Curran, Heidi Latsky, Roderick L. Jackson et a composé deux albums solos : Leap et Breathe.
Seul, il a composé la musique du film Another Gay Movie et la musique originale de la série En analyse.